# Henry Hermansen
Henry Arne Hermansen (* 13. April 1921 in Lunner, Oppland; † 18. Januar 1997 in Oslo) war ein norwegischer Skilangläufer und Biathlet.
Henry Hermansen gehörte dem Verein IL i BUL (Idrottslaget i Bondeungdomslaget) in Oslo an. Ende der 1940er und bis Mitte der 1950er Jahre war er nur als Langläufer aktiv. Die erste Medaille bei Landesmeisterschaften gewann er 1949 mit Bronze über 17 km. Der norwegische Verband nominierte ihn im Jahr darauf für die Nordische Skiweltmeisterschaften in Lake Placid, wo er mit seinen Staffelkollegen Martin Stokken, Eilert Dahl und Kristian Bjørn die Bronzemedaille in der 4 × 10-km-Staffel gewann. 1950 und 1951 wurde er jeweils norwegischer Meister mit der Langlaufstaffel seines Vereins, 1954 wurde die Staffel Dritter. Ebenfalls 1951 gewann er eine weitere Bronzemedaille über die 17 km Distanz. Gegen Ende der fünfziger Jahre wandte er sich dem aufkommenden Biathlonsport zu, war 1958 noch einmal Fünfter der Landesmeisterschaft in der Langlaufstaffel, und wurde 1959 erster norwegischer Meister im Einzel im Biathlon über 20 km. Er nahm an der zweiten Biathlon-Weltmeisterschaft 1959 teil, dort erreichte er im Einzel Platz zehn und belegte mit Knut Wold und Ivar Skøgsrud Platz drei beim damals noch inoffiziell ausgetragenen Staffelwettbewerb. Dieselbe Platzierung erreichte er mit der Staffel 1962, diesmal mit Jon Istad und Olav Jordet, den Einzelwettbewerb beendete er als Vierzehnter. Ebenfalls 1962 war er bei den norwegischen Meisterschaften Dritter im Einzel hinter seinen beiden Mitstreitern aus der Weltmeisterschaftsstaffel.
Bei der Premiere des Biathlonsports bei Olympischen Winterspielen 1960 in Squaw Valley war Hermansen Teil der norwegischen Mannschaft. Er war der älteste Teilnehmer im 20-km-Einzel, das als einziger Wettbewerb ausgetragen wurde, lediglich Adolf Wiklund war ebenfalls schon 38 Jahre alt. Obwohl er als ehemaliger Langläufer nur die zwanzigstbeste Laufzeit erzielte, konnte er sich aufgrund seines relativ guten Schießergebnisses mit vier Fehlern als Zehnter platzieren. Nach dem zweiten Schießen war er sogar Zweiter und bis zum vierten Schießen hatte Hermansen alle Scheiben getroffen und lag noch auf dem Bronzerang, ehe er nach den vier Fehlschüssen mit acht Strafminuten zurückfiel.